# Серро-Колорадо (родовище)
Серро-Колорадо (Cerro Colorado) — одне з найбільших у світі мідно-порфірових родовищ. Знаходиться в Панамі. Запаси 3,73 млрд т руди із середнім вмістом міді 0,39 % (15 млн т), молібдену — 0,015 %, золота — 0,075 г/т, срібла — 5,2 г/т.
Проект Cerro Colorado належить уряду.